# Електропорація
Електропорація — найсучасніший спосіб уведення лікарських або косметичних речовини углиб шкіри без її пошкодження. Таким чином, корисні речовини потрапляють углиб шкіри та діють у десятки разів ефективніше, ніж при традиційному поверхневому нанесенні.